# Mortdecai
Mortdecai is een Amerikaanse film uit 2015 onder regie van David Koepp. 

## Verhaal
Een belangrijk schilderij wordt gestolen. Volgens geruchten zou het een geheime code bevatten die zou leiden naar een verloren gewaande bankrekening vol geld, afkomstig van nazigoud. De Britse geheime dienst MI5 schakelt kunsthandelaar Charlie Mortdecai (Johnny Depp) in om het schilderij terug te vinden. Hij ziet in deze opdracht de kans het geld voor zichzelf te bemachtigen. Samen met zijn trouwe hulp Jock (Paul Bettany), gewapend met enkel zijn betoverende glimlach en zijn uiterlijk, reist hij de wereld rond op zoek naar het schilderij. Alles verloopt niet zoals gepland en boze Russen, de Britse geheime dienst, een internationaal terrorist en zijn eigen vrouw (Gwyneth Paltrow) zitten hem op de hielen.

## Rolverdeling
| Acteur          | Personage                    |
| --------------- | ---------------------------- |
| Johnny Depp     | Charlie Mortdecai            |
| Ewan McGregor   | Inspecteur Alistair Martland |
| Gwyneth Paltrow | Johanna Mortdecai            |
| Paul Bettany    | Jock Strapp                  |
| Jonny Pasvolsky | Emil Strago                  |
| Olivia Munn     | Georgina Krampf              |
| Jeff Goldblum   | Milton Krampf                |
| Michael Culkin  | Sir Graham                   |
| Ulrich Thomsen  | Romanov                      |
| Alec Utgoff     | Dmitri                       |
| Paul Whitehouse | Spinoza                      |
| Michael Byrne   | Hertog                       |

## Productie
De opnames van de film begonnen op 21 oktober 2013 in Londen en een deel werd opgenomen in Hedsor House in Taplow, Engeland. De film kreeg negatieve kritieken van de critici en matige kritieken van het publiek.